# Liste der Bodendenkmäler in Miltach
Auf dieser Seite sind die Bodendenkmäler in der Oberpfälzer Gemeinde Miltach zusammengestellt. Diese Tabelle ist eine Teilliste der Liste der Bodendenkmäler in Bayern. Grundlage ist die Bayerische Denkmalliste, die auf Basis des Bayerischen Denkmalschutzgesetzes vom 1. Oktober 1973 erstmals erstellt wurde und seither durch das Bayerische Landesamt für Denkmalpflege geführt wird. Die folgenden Angaben ersetzen nicht die rechtsverbindliche Auskunft der Denkmalschutzbehörde.

## Bodendenkmäler der Gemeinde

### Bodendenkmäler in der Gemarkung Altrandsberg
| Lage                                | Objekt | Akten-Nr.     | Bild           |
| ----------------------------------- | --- | ------------- | -------------- |
| Altrandsberg Schloßweg 1 (Standort) | Archäologische Befunde im Bereich des frühneuzeitlichen Schlosses Altrandsberg, zuvor mittelalterliche Burg. Siehe auch: Schloss Altrandsberg | D-3-6842-0003 | weitere Bilder |

### Bodendenkmäler in der Gemarkung Eismannsberg
| Lage                    | Objekt                      | Akten-Nr.     | Bild |
| ----------------------- | --------------------------- | ------------- | ---- |
| Eismannsberg (Standort) | Mittelalterlicher Erdstall. | D-3-6842-0025 |      |
| Eismannsberg (Standort) | Mittelalterlicher Erdstall. | D-3-6842-0026 |      |

### Bodendenkmäler in der Gemarkung Miltach
| Lage                                                      | Objekt | Akten-Nr.     | Bild           |
| --------------------------------------------------------- | --- | ------------- | -------------- |
| Miltach Chamer Straße 9 (Standort)                        | Archäologische Befunde des Mittelalters und der frühen Neuzeit im Bereich des Schlosses von Miltach, darunter die Spuren von Vorgängerbauten, älteren Bauphasen und abgegangenen Bauten. Siehe auch: Schloss Miltach                     | D-3-6842-0028 | weitere Bilder |
| Miltach Kirchplatz 3; Kirchgasse; Kirchgasse 1 (Standort) | Archäologische Befunde des Mittelalters und der frühen Neuzeit im Bereich der Katholischen Pfarrkirche St. Martin in Miltach, darunter die Spuren von Vorgängerbauten bzw. älterer Bauphasen sowie der zugehörigen Friedhofsbefestigung. | D-3-6842-0029 | weitere Bilder |

### Bodendenkmäler in der Gemarkung Oberndorf
| Lage                 | Objekt                      | Akten-Nr.     | Bild |
| -------------------- | --------------------------- | ------------- | ---- |
| Oberndorf (Standort) | Mittelalterlicher Erdstall. | D-3-6842-0007 |      |
| Oberndorf (Standort) | Mittelalterlicher Erdstall. | D-3-6842-0022 |      |